# Jan Hedegaard
Jan Hedegaard (født 10. november 1956) er en dansk journalist og forfatter.
Jan Hedegaard er uddannet journalist fra Danmarks Journalisthøjskole, Aarhus, 1982. Han arbejdede freelance på bl.a. Demokraten Weekend og DR 1982-1984. 1984-1990 var han ansat på Jyllands-Posten (dengang Morgenavisen Jyllands-Posten), hvor han bl.a. var souschef på kulturredaktionen. I 1990 blev han ansat på Berlingske (dengang Berlingske Tidende), hvor han indtil sin afgang i 2018 skrev en lang række reportager, rejseartikler, portrætter og klummer, ligesom han anmeldte både litteratur, film og teater.
Ved siden af sin journalistiske karriere var han 1997-2007 leverandør til og redaktør af det satiriske årshæfte Blæksprutten og fra 2017 desuden leverandør til det satiriske årsskrift Svikmøllen.
I 2015 udgav han bogen Churchill-citater - Ordrigt, åndrigt og nedrigt, og i 2017 udkom Churchill-biografien En lille bog om Churchill - Kriger, kunstner, statsmand.
Han er bosiddende på Østerbro i København.